# Scotoniscus speonomos
Scotoniscus speonomos är en kräftdjursart som beskrevs av Emil Racoviţă1908. Scotoniscus speonomos ingår i släktet Scotoniscus och familjen Trichoniscidae. Inga underarter finns listade i Catalogue of Life.